# Advanced passenger train
Pour les articles homonymes, voir APT.
 (janvier 2024).
Si vous disposez d'ouvrages ou d'articles de référence ou si vous connaissez des sites web de qualité traitant du thème abordé ici, merci de compléter l'article en donnant les références utiles à sa vérifiabilité et en les liant à la section « Notes et références ».

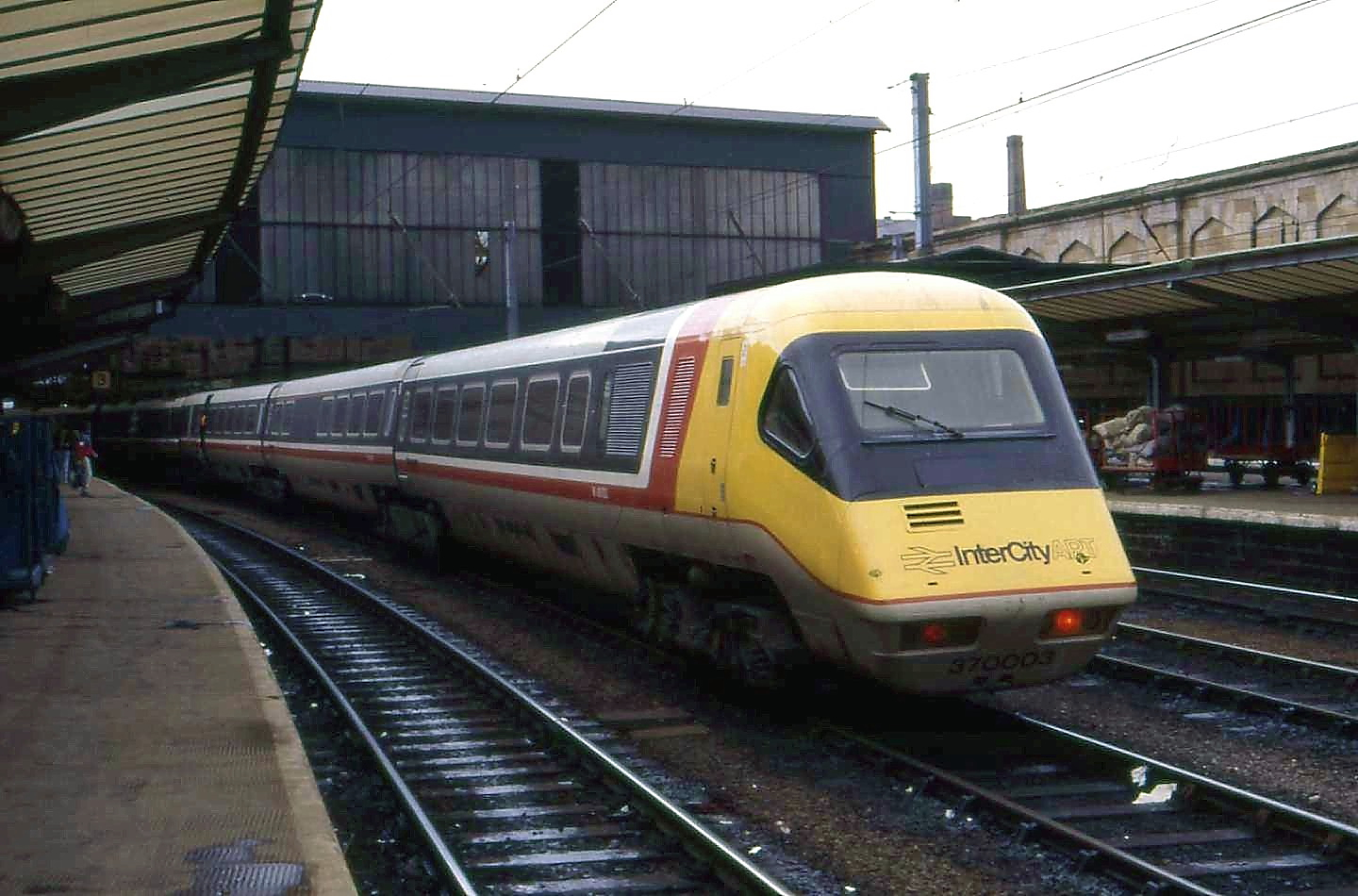
Rame 370003 Carlisle.

L’Advanced passenger train (APT) est un train pendulaire mis au point par British Rail dans les années 1970-1980, qui fut un échec technique et commercial.

## Contexte
En Grande-Bretagne, seule la ligne de la côte Est, la East Coast Main Line, reliant Londres à Édimbourg a un tracé assez rectiligne et adapté à des vitesses élevées, la plupart des autres lignes, et notamment celle de la côte Ouest, la West Coast Main Line de Londres à Glasgow, sont trop sinueuses pour accepter des vitesses élevées en matériel classique.  Le dévers appliqué à la voie dans les courbes autorise une vitesse de 160 km/h, mais pas plus.
Pour atteindre une vitesse de 240 km/h, indispensable pour améliorer la performance commerciale, les ingénieurs de British Rail ont mis au point aux ateliers de Derby une technique avancée de pendulation active, utilisant des vérins hydrauliques commandés par ordinateur de manière à incliner dans les courbes les caisses des voitures de voyageurs afin que les forces latérales ne soient pas ressenties. En 1972, la rame expérimentale APT-E, équipée d’une turbine à gaz, fut construite. Elle comportait seulement quatre voitures, deux motrices aux extrémités et deux voitures intermédiaires bourrées d’instruments de mesure.
Cette rame expérimentale ayant permis de valider le concept, British Rail décida de construire trois rames prototypes, APT-P, Classe 370. La propulsion par turbine à gaz fut abandonnée, tant pour la trop forte consommation qu’à cause de la crise du pétrole des années 1970, au profit de la traction électrique, bien que cela limitât la circulation de ces engins aux seules lignes électrifiées, encore peu étendues dans le pays.
À l’époque, les pantographes ne permettaient pas de capter le courant aux deux extrémités de la rame aux vitesses envisagées.  Celles-ci furent donc composés de deux rames accouplées, avec deux motrices jumelées au milieu, se partageant un seul pantographe.  Il existait une communication entre les deux motrices, mais impraticable pour les voyageurs, ce qui imposa d’équiper chaque rame de toilettes.
Le lancement prématuré du train en 1981, alors qu’il était loin d’être au point, sur le plan technique, entraîna de nombreux problèmes et une fiabilité insuffisante.

### Pendulation et mal des transports
Lors du premier voyage de démonstration, des journalistes ressentirent le mal des transports (cinétose), et cela fit une très mauvaise publicité au projet. On s'est rendu compte qu'une compensation parfaite de la force centrifuge, pouvait engendrer la cinétose, car les passagers pouvaient voir la courbe de la voie de leurs yeux, sans la ressentir dans leur corps. On y remédia en limitant l’inclinaison de quelques degrés en moins, de façon que les courbes soient quand même ressenties.
Certaines voitures connurent des pannes de pendulation au cours de ce premier voyage. En outre le temps très froid causa d’autres problèmes, et les rames furent retirées du service quatre jours plus tard.
Cette défaillance hautement visible et rapportée dans les médias fut la raison de l’échec final du projet.

### Mise en service, et fin du projet
Les rames furent remises en service discrètement au service d’été 1982 et circulèrent régulièrement, les défauts ayant été corrigés.  Mais la volonté de l’entreprise et des milieux politiques de poursuivre le projet en construisant la version APT-S s’était évanouie.
Deux des rames furent démolies et la troisième remisée sur une voie de garage derrière les ateliers de Crewe Works. Elle est actuellement présentée au Musée des chemins de fer de Crewe.

## APT et TGV
Au contraire de l’APT, le TGV français, mis au point sensiblement à la même époque, connut un grand succès.
La SNCF ne s’était pas seulement concentrée sur le matériel roulant, mais aussi sur l’infrastructure sur laquelle il devait rouler. Elle s’orienta vers la construction de nouvelles lignes à grande vitesse, spécialement conçues pour les hautes vitesses, sans courbes serrées et ne nécessitant pas de systèmes compliqués de pendulation.
Cette solution aurait cependant été plus complexe à mettre en œuvre en Grande-Bretagne au niveau des enquêtes publiques et à cause de l’opposition des riverains, comme l’a montré l’expérience de  la Channel Tunnel Rail Link (CTRL, ligne nouvelle Londres-Tunnel).
Les Français avaient aussi résolu le problème de l’alimentation électrique, grâce à l’installation d’une ligne à haute tension sur le toit des rames, permettant d’alimenter la motrice de tête depuis le pantographe arrière.

## Technologie pendulaire en Italie, et en Europe

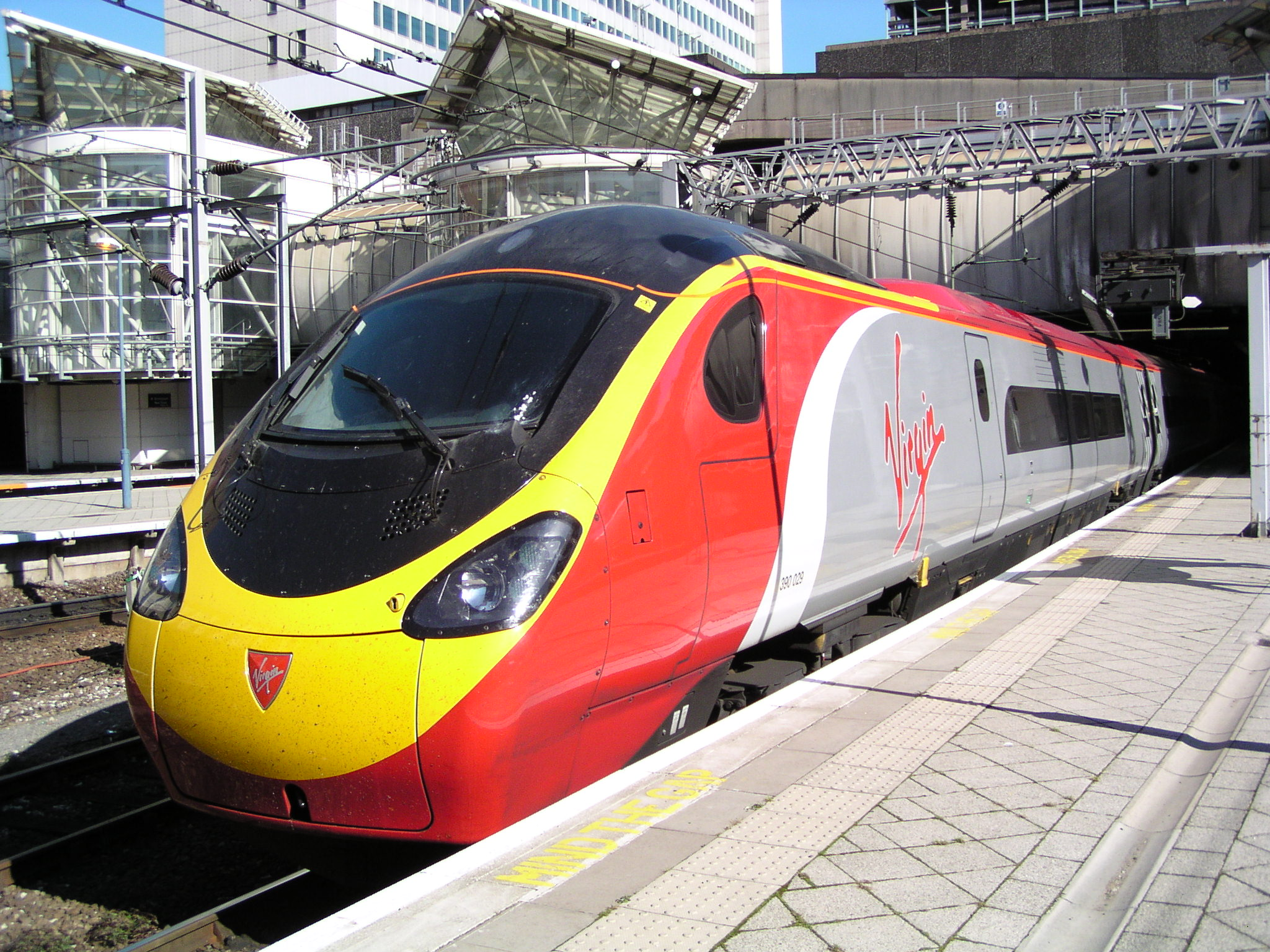
Un Alstom Class 390 Pendolino à Birmingham.

La technologie mise au point pour l’APT existait déjà en Italie à la fin des années 60, développée par la filiale Fiat ferroviaire, pour la conception des Pendolino. Le système Pendolino a depuis été vendu à de nombreux réseaux au niveau international, dont en Grande-Bretagne les rames Class 390 introduites pour la modernisation de la West Coast Main Line.
Ces rames de conception italienne (dont les ETR 460) ont été mises en service à partir de fin 2003. Depuis septembre 2004, toute la grille horaire de Manchester et Birmingham vers Londres Euston est assurée par ces trains.
Fiat Ferroviaria est aussi à l'origine des rames pendulaires S220 mises au point par l'entreprise Rautaruukki-Transtech (rachetée depuis par le groupe espagnol Talgo) pour être utilisées en Finlande.
Alstom a racheté en juillet 2000 Fiat Ferroviaria renommée en "Alstom Ferroviaria".